# Boraras urophthalmoides
Boraras urophthalmoides è un piccolo pesce d'acqua dolce appartenente alla famiglia Cyprinidae, sottofamiglia Rasborinae.

## Distribuzione e habitat
Questa specie è diffusa nei piccoli specchi d'acqua dolce ferma (paludi, acquitrini, stagni) e ricca di vegetazione dell'Asia.

## Descrizione
Present un corpo allungato, compresso ai fianchi, con profilo dorsale leggermente arcuato e ventre leggermente prominente. Le pinne sono triangolari e corte, la caudale bilobata. La livrea è vivace, con un colore di fondo rosato o rossastro, tendente al trasparente, attraversata orizzontalmente da una sottile linea arancione metallizzata, sotto la quale vi è una spessa linea verde petrolio dai riflessi metallici, seguita da un ocello dello stesso colore alla radice della pinna caudale. I maschi hanno una colorazione più vivace. 

Raggiunge una lunghezza massima di 4 cm.

## Alimentazione
Si nutre di zooplancton.

## Acquariofilia
Questa specie è conosciuta in Occidente ma poco diffusa nel commercio acquariofilo, è molto diffusa invece in Vietnam, dove è utilizzata come esca viva per la pesca.